# 스티븐 퍼스트
스티븐 넬슨 포이어스타인(Stephen Nelson Feuerstein, 1954년 5월 8일 ~ 2017년 6월 16일)는 미국의 배우이다.

## 출연 작품
- 마이 시스터즈 키퍼 (2009)
- 디 워: 익룡의 공습 (2008)
- 저지먼트 데이: 지구붕괴 (2005)
- 크리스마스 대소동 2 (2003)
- 소로리티 보이즈 (2002)
- 에브리씽스 제이크 (2000)
- 우주 전사 버즈 (2000)
- 인어 공주 2 (2000)
- 데들리 딜루전스 (1999)
- 리틀 빅풋 2 (1997)
- 아메리칸 신디케이트 2 - 백 투 백 (1996)
- 골디락스 (1995)
- 로큰롤 타운 (1994)
- 전함 바비론 (1994)
- 닌자 드래곤 (1993)
- 닌자 드래곤 2 (1993)
- 4인의 방랑자 (1989)
- 그날 이후 (1983)
- 별난 학교 동창회 (1982)
- 분노의 보안관 (1982)
- 초능력의 신비 (1980)
- 겟팅 웨이스티드 (1980)
- 퀴즈 대소동 (1980)
- 애니멀 하우스의 악동들 (1978)
- 테이크 다운 (1978)